# Hemträsket (Djurö socken, Uppland, 657782-167060)
Hemträsket är en sjö på Runmarö i Värmdö kommun i Uppland och ingår i Norrström-Tyresåns kustområde.